# ادگار جی. کافمن

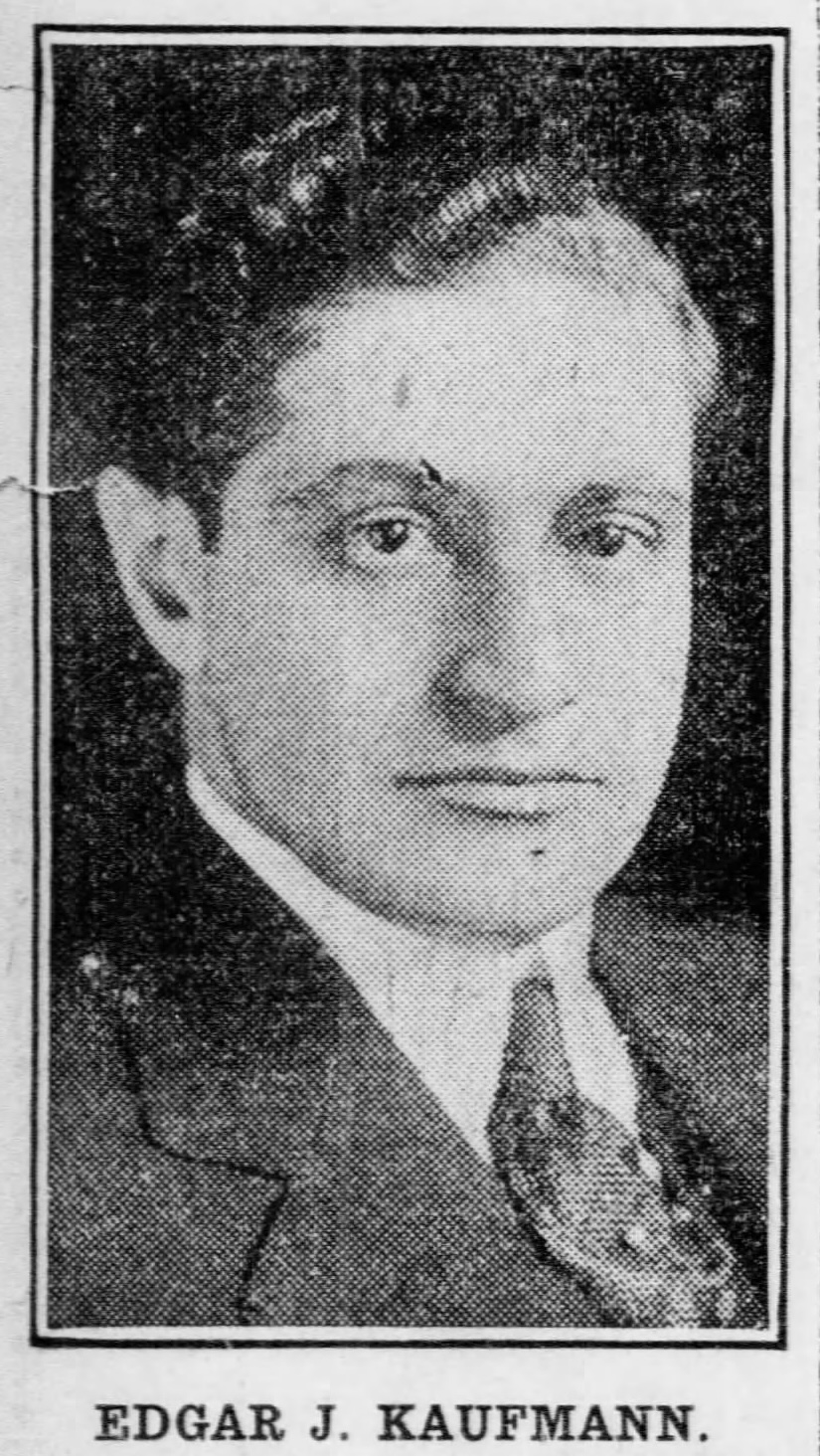
ادگار جی. گافمن

ادگار جی. کافمن (انگلیسی: Edgar J. Kaufmann; ۱ نوامبر ۱۸۸۵ – ۱۵ آوریل ۱۹۵۵) کارآفرین یهودی آلمانی اهل ایالات متحده آمریکا بود. او کارفرمای دو اثر فرانک لوید رایت، خانه آبشار و خانه کافمن بود.